# Ergavia endeoasta
Ergavia endeoasta là một loài bướm đêm trong họ Geometridae.